# جان جوزيف هيرث
جون جوزيف هيرث (26 مارس 1854 - 6 يناير 1931) كان أسقفًا كاثوليكيًا في شرق أفريقيا الألمانية، يُعرف باسم مؤسس الكنيسة في رواندا.

## حياته
ولد جون جوزيف هيرث في 26 مارس 1854 في سبيشباخ لو باس (نيدرسباخباخ)، بالقرب من ألتكيرش في ألزس. والداه هما جان هيرث (وهو مدرس) وكاثرين سونر. أجاد هيرث اللغتين الفرنسية والألمانية. بعد المدرسة الابتدائية التحق بالمدرسة الثانوية في ألتكيرش، ودرس في المعاهد الثانوية في لاشابيل سو روجيمونت وزيلشيم، ثم التحق بالكلية في لوكسويل ليه باين. بعد الاستحواذ الألماني على الألزاس، اختار الجنسية الفرنسية عام 1872، حيث رفض طابه بالحصول على الجنسية المزدوجة. درس اللاهوت في المدرسة الكبرى في نانسي من عام 1873 إلى عام 1875، ثم قبل في جمعية الآباء البيض (جمعية المرسلين في أفريقيا) كمبتدئ. وهناك درس على يد ليون ليفينياك.